# Closer to Heaven
«Closer To Heaven» (рус. Ближе к небесам) — мюзикл, написанный в конце 1990-х годов Джонатаном Харви (слова) и британским поп-дуэтом Pet Shop Boys (музыка и частично текст). Премьера мюзикла состоялась 31 мая 2001 года в лондонском театре Артс-театр, последнее представление состоялось 13 октября того же года. В 2005 году мюзикл был представлен в Австралии.
8 октября 2001 года вышел альбом «Closer To Heaven» с песнями из мюзикла; релиз пластинки состоялся только в Великобритании, где она достигла 107-го места.

## Создание мюзикла
Pet Shop Boys создали для мюзикла абсолютно новые песни, не желая повторять опыт написания мюзиклов на уже известные хиты. Тем не менее, в мюзикл вошла по крайней мере одна написанная ранее песня дуэта — «Shameless», бисайд к синглу 1993 года «Go West». Часть песен, написанных для мюзикла («Closer To Heaven», «Vampires», а также «In Denial», исполненная Нилом Теннантом и Кайли Миноуг), вошла в вышедший в 1999 году альбом Pet Shop Boys «Nightlife». Позднее, в 2003 году, ещё две композиции из мюзикла — «Friendly Fire» и «Positive Role Model» — шли бисайдами к синглу «London».

## Список композиций
1. «My Night» - Billie Trix & Cast
2. «Closer To Heaven» - Shell & Vic
3. «Something Special» - Straight Dave
4. «Positive Role Model» (Instrumental)
5. «Closer To Heaven» - Shell & Dave
6. «In Denial» - Vic & Shell
7. «Call Me Old-Fashioned» - Bob Saunders
8. «Nine Out Of Ten» - Shell & Straight Dave
9. «It’s Just My Little Tribute To Caligula, Darling!» - Billie Trix
10. «Hedonism» (Instrumental)
11. «Friendly Fire» - Billie Trix
12. «In Denial» - Straight Dave & Shell
13. «Something Special» (Reprise) - Straight Dave
14. «Shameless» - Vile Celebrities
15. «Vampires» - Vic
16. «Closer To Heaven» - Straight Dave & Mile End Lee
17. «Out Of My System» - Shell with Billie Trix, Flynn & Trannies
18. «K-Hole» (Instrumental) — композиция, в которую вошли семплы песни «Run, Girl, Run», исполненной Billie Trix
19. «For All Of Us» - Straight Dave
20. «Positive Role Model» - Straight Dave
21. «My Night» - The Cast

## Демоверсии
Существуют демоверсии песен мюзикла — все они были записаны во время работы над альбомом «Nightlife»; вокал в них принадлежит Теннанту. Некоторые из них не были включены в «Closer To Heaven», но были выпущены позже (например, песня «Nightlife» стала бисайдом к синглу «Home And Dry»), а такие композиции, как «You’ve Got To Start Somewhere», «Tall Thin Men», «The Night Is The Time To Explore Who You Are» и «Little Black Dress» остались невыпущенными.